# 班加罗尔足球场
班加羅爾足球場（英語：Bangalore Football Stadium）是一座位於印度卡納塔克邦班加羅爾的多功能體育場，於1967年建造，在1970年到1971年之間完工。球場在2013到2014年間是班加羅爾足球會主場，並曾舉行多場國家級足球賽事。
2014年，為了迎接2017年U17世界盃足球賽，官方決定關閉球場，並在原地重建新球場。

## 歷史

### 建設與早期
班加羅爾足球場開始建造時間為1967年， 球場設計最初以巴西馬拉卡納體育場為基礎，並規劃能容納250,000人，後來在設計上決定將容納降為90,000人，但仍以馬拉卡納體育場為設計樣本。球場看台第一期工程於1970到1971年期間，當時身為國際足總會長若昂·阿維蘭熱曾到球場來視察工程，並且參與球場主看台動工典禮。阿維蘭熱在離去時對球場工程感到樂觀，並口頭承諾會帶領南美球隊到班加羅爾足球場來。
然而，在接下來的工程面臨到成本暴漲的問題，而且鋼鐵與水泥等建材經常被偷等，導致卡納塔克邦足球協會（KSFA）無法湊齊工程所需要的資金。儘管有傳聞工程貪腐的問題，但是在班加羅爾檢調調查後並無顯示工程中有貪腐醜聞爆發。
為籌措資金，卡納塔克邦足球協會決定將球場兩個角落區域建設建築供私人租賃，租賃時間共88年，租賃每年需繳1一千萬盧比給卡納塔克邦足球協會。儘管籌措資金有著落，但是因為工程的延宕，造成貧民進駐南邊看台預計施工處，貧民們在該區建立一座貧民窟，使得看台工程不得不重新建造。這也導致完工後，當球迷或球員不小心把球落在該處，很難把球再找回來。
1996到1997年間，由於班加羅爾獲得印度全國運動會舉辦權，為了重整場館，法院判決球場南邊看台的貧民窟必須全部移除。2004年12月5日，該屆印度聯合會盃決賽在班加羅爾足球場舉行，比賽隊伍是丹波對莫亨巴根，該場比賽發生不幸地意外。丹波前鋒克里斯蒂亞諾·儒尼奧爾踢進第二球時，與莫亨巴根守門員蘇布拉提·貝爾對撞，隨即昏厥在場上，儒尼奧爾在送往醫院急救後宣告不治。
2006年，班加羅爾足球場為2006年亞足聯U19青年錦標賽比賽場館之一。

### 印甲時期（2010–2014）
2010年，由於印度斯坦航空體育俱樂部從印度足球乙級聯賽晉級至印度足球甲級聯賽，讓班加羅爾足球場開始舉辦印甲賽事，這是球場首年度舉辦印甲賽事。球場首次舉辦印甲賽事日期是2011年1月3日，由主隊印度斯坦航空對上客隊薩爾高卡，比賽結果以0-1薩爾高卡獲勝收場。在印甲2011–12年賽季結束後，由於印度斯坦航空遭到降級，所以球場在2012–13年賽季時沒有舉辦任何一場印甲賽事。
然而在2013年5月28日，官方宣布將在班加羅爾成立班加羅爾足球會，並且同時宣布將參與印甲2013–14年賽季。在7月20日時，球場舉辦盛大地班加羅爾足球會成立慶典，並同時決定球隊主場為班加羅爾足球場。 球隊在主場舉辦第一次賽事對手是莫亨巴根，最後比賽以1-1平手收場。
球場在2013–14年印甲賽季最後舉辦賽事的時間是2014年3月28日，由班加羅爾對上浦那，比賽在浦那中場安东尼·迪索萨在第73分鐘踢進一球後，以1-1平手收場，這也是球場最後一次舉辦印甲賽事。總計班加羅爾主場平均觀眾人數，大約平均每場有7,500名觀眾。

## 關閉與新館
2013年12月5日，國際足總宣布印度獲得2017年U17世界盃足球賽舉辦權，這是印度首次舉辦由國際足總負責的國際賽事，之後班加羅爾成為6個舉辦場館中候選城市之一。為了符合比賽需求，官方宣布在印甲2013–14年賽季結束後，原場館將會拆除，並在原地重建新場館。

## 印甲記錄

### 印度斯坦航空體育俱樂部
| 賽季      | 賽 | 勝 | 和 | 負 | 進 | 失 | 勝率 |
| --------- | -- | -- | -- | -- | -- | -- | ---- |
| 2010–11年 | 13 | 2  | 4  | 7  | 7  | 20 | 15%  |
| 2011–12年 | 13 | 0  | 1  | 12 | 13 | 40 | 0%   |
| 總和      | 26 | 2  | 5  | 19 | 20 | 60 | 8%   |

### 班加羅爾足球會
| 賽季      | 賽 | 勝 | 和 | 負 | 進 | 失 | 勝率 |
| --------- | -- | -- | -- | -- | -- | -- | ---- |
| 2013–14年 | 12 | 7  | 4  | 1  | 19 | 9  | 58%  |
| 總和      | 12 | 7  | 4  | 1  | 19 | 9  | 58%  |